# 725. pehotni polk (Wehrmacht)
Za druge 725. polke glejte 725. polk.
725. pehotni polk (izvirno nemško Infanterie-Regiment 725) je bil eden izmed pehotnih polkov v sestavi redne nemške kopenske vojske med drugo svetovno vojno.

## Zgodovina
Polk je bil ustanovljen 2. maja 1941 kot polk 15. vala na področju WK V iz delov 151. divizije za potrebe zasedbenih nalog v Franciji; polk je bil dodeljen 715. pehotni diviziji.
15. oktobra 1942 je bil polk preimenovan v 725. grenadirski polk.